# Азола
Азола (італ. Asola (Àsula)) — муніципалітет в Італії, у регіоні Ломбардія, провінція Мантуя.
Азола розташована на відстані близько 410 км на північний захід від Рима, 100 км на схід від Мілана, 31 км на захід від Мантуї.
Населення — 10 184 особи (2014).
Щорічний фестиваль відбувається 27 січня. Покровитель — San Giovanni Crisostomo.

## Демографія
Населення за роками:

Станом на 1 січня 2023 року в муніципалітеті офіційно проживало 1277 іноземців з 46 країн, серед них 292 громадяни країн Євросоюзу та 56 громадян України.

## Міста-побратими
- Ляйнгартен, Німеччина (2004)
- Лезіньї, Франція (2004)

## Уродженці
- Еміліано Бонаццолі (нар.1979) — італійський футболіст, нападник.
- Елена Бонетті (нар. 1974) — італійська математикиня й політикиня.

## Сусідні муніципалітети
- Аккуанегра-суль-К'єзе
- Каннето-сулл'Ольйо
- Казальморо
- Казалольдо
- Казальромано
- Кастель-Гоффредо
- Фієссе
- Гамбара
- Маріана-Мантована
- П'юбега
- Ремеделло